# Stanley K. Hathaway

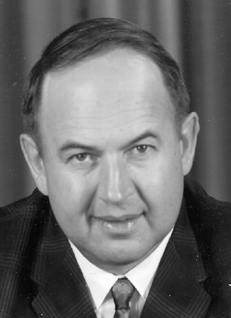
Stanley K. Hathaway (1975)

Stanley Knapp Hathaway (* 19. Juli 1924 in Osceola, Polk County, Nebraska; † 4. Oktober 2005 in Cheyenne, Wyoming) war ein US-amerikanischer Politiker (Republikanische Partei) und von 1967 bis 1975 27. Gouverneur des Bundesstaates Wyoming. Im Anschluss wurde er 1975 Innenminister der Vereinigten Staaten – ein Amt, das er nur wenige Monate bekleidete.

## Werdegang
Nach dem Tod seiner Mutter wurde er von Franklin E. und Velma Hathaway adoptiert. Er graduierte an der Huntley High School und ging dann anschließend auf die University of Wyoming. Allerdings unterbrach er dort sein Studium durch seinen Dienst in der United States Army Air Forces während des Zweiten Weltkrieges. Hathaway erhielt das französische Croix de guerre, Presidential Unit Citations und fünf Air Medals.
Nach dem Krieg graduierte er 1948 an der University of Nebraska mit einem Bachelor of Arts und 1950 mit einem Bachelor of Laws. Dann ging er nach Torrington in Wyoming, wo er als Anwalt zu praktizieren begann. Er wurde zweimal, 1966 und 1970, zum Gouverneur von Wyoming gewählt. Während seiner Amtszeit war er von 1970 bis 1971 Vorsitzender der Western Governors' Conference und diente von 1968 bis 1969 im National Governors' Conference Executive Committee. Präsident Gerald Ford berief ihn im Juni 1975 als US-Innenminister in sein Kabinett; jedoch trat Hathaway wenige Monate später aus gesundheitlichen Gründen zurück.